# Rustadkollen
Der Rustadkollen ist ein 365 m hoher Hügel im Süden der Bouvetinsel im Südatlantik. Er ragt unmittelbar östlich der Landspitze Catoodden auf.
Erstmals kartiert wurde er 1898 bei der Valdivia-Expedition (1898–1899) unter der Leitung des deutschen Zoologen Carl Chun. Teilnehmer der vom norwegischen Walfangunternehmer Lars Christensen finanzierten ersten Antarktisfahrt der Norvegia (1927–1928) unter der Leitung des norwegischen Kapitäns Harald Horntvedt (1879–1946) kartierten ihn im Dezember 1927 erneut und gaben ihm seinen Namen. Namensgeber ist der norwegische Biologe Ditlef Rustad (1901–1993), der an dieser Forschungsreise beteiligt war.